# Efigenio Favier
Efigenio Favier Sando (ur. 26 marca 1959) – kubański szermierz, brązowy medalista mistrzostw świata.
Podczas mistrzostw świata w Wiedniu w 1983 roku Kubańczycy w składzie: Ignacio González, Pedro Hernández, Efigenio Favier i Oscar García zdobyli brązowy medal we florecie drużynowym. Był to jedyny medal wywalczony przez Faviera w zawodach tego cyklu.
Wystartował na igrzyskach olimpijskich w Moskwie w 1980 roku, gdzie we florecie drużynowym i indywidualnym odpadł w pierwszej rundzie. Startował tam również w szpadzie, w której drużynowo odpadł w pierwszej rundzie, a indywidualnie dotarł do drugiej rundy.
Na igrzyskach panamerykańskich w San Juan w 1979 roku, igrzyskach panamerykańskich w Caracas w 1983 roku oraz igrzyskach panamerykańskich w Indianapolis  cztery lata później wraz z kolegami z reprezentacji zdobywał złote medale we florecie drużynowym. Ponadto w 1983 roku zwyciężył również w turnieju indywidualnym.